# Próbaveret
A próbaveret (németül Probeprägung) olyan érme, melyet a pénzverés során a verőszerszámok kipróbálására, a pénzverés során alkalmazandó nyomás beállítására, illetve bemutatási célokra vernek. A próbaveretek készítése a pénzverés egyik utolsó munkafázisa. A próbaveretek szinte mindenben megegyeznek az érme végleges változatával, eltérés legfeljebb az érme anyagában lehet (például nem nemesfémből készítik), és pénzverdétől függően szerepel rajta valamilyen megkülönböztető jelzés. A próbavereteket rendszerint megsemmisítik, esetleg a pénzverde, a kibocsátó bank vagy valamely múzeum gyűjteményébe, illetve gyűjtőkhöz kerül belőlük. A próbavereteket többnyire kis példányszámban verik, forgalomba pedig egyáltalán nem kerülnek, így tartásfokuk többnyire kiváló; mindezek miatt a gyűjtők körében igen keresettek, numizmatikai értékük a forgalmi érméét több nagyságrenddel meghaladhatja.

## Elnevezés
A próbaveretet meg kell különböztetni a vastagverettől, a tervezettől, az utánverettől és a fantáziaverettől. Az angol szaknyelv nem mindig egyértelmű. Az angol trial strike (IPA: [ˈtraɪəl straɪk]) felel meg legpontosabban a nálunk is ismert próbaveret fogalmának, azonban ezek nincsenek mindig megjelölve, ilyenkor az eltérő anyag vagy a kevésbé éles veret alapján különböztethetők meg a valódi érméktől. A jelöletlen próbaveretre használják az angol prototype (prototípus; IPA: [ˈproʊtəˌtaɪp]) kifejezést is. Az essay vagy essai (IPA: [ˈɛseɪ]) ritkábban pénzverdei tervezetre, gyakrabban magánkiadású fantáziaveretre (precíz angol megnevezése fantasy issue; IPA: [ˈfæntəsi ˈɪʃuː]) utal. A pattern vagy pattern coin (IPA: [ˈpætərn kɔɪn]) kifejezetten tervezetet, egy éremkép bemutatására szolgáló veretet jelöl. A bankjegyeknél is használt specimen (minta; IPA: [ˈspɛsəmən]) szakszó szintén jelenthet pénzverdei tervezetet vagy hivatalos próbaveretet is. Egyéb nyelvekben használt megnevezések a próbaveretre (nem feltétlenül szerepel magán az érmén): prova (olasz, IPA: [prɔva]; portugál), proba, probe, prueba (spanyol).

## Magyarországon
A modern magyar pénzverésben pontosan elhatárolható a próbaveret fogalma: a forgalomba kerülés előtt vernek néhány darabot, melyek egyedül egy megkülönböztető feliratban térnek el a később a forgalom számára verendő érmétől, tehát kivitelük színvonalában és anyagukban még nemesfémpénzek esetén is megegyeznek a végleges pénzérmével. A forgalomba végül nem kerülő érmék vereteit tervezetnek nevezi a hazai szaknyelv. Magyarországon a közelmúltig 50 darab próbaveretet készítettek minden forgalmi és emlékérméről, később ez fokozatosan 3 darabra csökkent. Próbaveretek készültek mind BU mind PP kivitelben. Az érmék jobbára nem hivatalos csatornákon jutottak el a gyűjtőkhöz, újabban nyilvános árverésre is sor került. A Magyarországon kiadott próbavereteken a PRÓBAVERET vagy P.V. jelölés szerepel, további eltérés a ténylegesen forgalomba kerülő érmétől nincs.